# Protea caffra
Protea caffra är en tvåhjärtbladig växtart. Protea caffra ingår i släktet Protea och familjen Proteaceae.

## Underarter
Arten delas in i följande underarter:
- P. c. caffra
- P. c. falcata
- P. c. gazensis
- P. c. kilimandscharica
- P. c. mafingensis
- P. c. nyasae